# Le Livre d'or de la science-fiction : La Citadelle écarlate
Le Livre d'or de la science-fiction : La Citadelle écarlate, sous-titré L'Épopée fantastique - 2, est une anthologie de nouvelles de fantasy et de science-fiction publiée en juin 1979 en France. Rassemblées par Marc Duveau, les quinze nouvelles sont parues entre 1903 (La Plaine des araignées) et 1973 (La Tristesse du bourreau).

## Publication
L'anthologie fait partie de la série francophone Le Livre d'or de la science-fiction, consacrée à de nombreux écrivains célèbres ayant écrit des œuvres de science-fiction ou de fantasy. Elle ne correspond pas à un recueil déjà paru aux États-Unis ; il s'agit d'un recueil inédit de nouvelles, édité pour le public francophone, et en particulier les lecteurs français.
L'anthologie a été publiée en juin 1979 aux éditions Presses Pocket, collection Science-fiction no 5055  (ISBN 2-266-00608-8) ; elle a été rééditée en 1988 dans la collection Le Grand Temple de la S-F avec pour titre Heroic Fantasy 2 : La Citadelle Ecarlate  (ISBN 2-266-02231-8).
L'image de couverture a été réalisée par Wojtek Siudmak.

## Liste des nouvelles
- Yondo de Clark Ashton Smith (The abominations of Yondo - 1960), traduction Alain Garsault
- Les Cloches de Shoredan, de Roger Zelazny (The Bells of Shoredan - 1966), traduction Annie Pérez
- Le Crâne du silence, de Robert E. Howard (The Skull of Silence), traduction Alain Garsault
- Memnons de la nuit, de Clark Ashton Smith (Memnons of the Night), traduction Alain Garsault
- Kâ le terrifiant, de Lyon Sprague de Camp (Kâ the Appalling), traduction Françoise Serph
- La Tristesse du bourreau, de Fritz Leiber (The Sadness of Executionner - 1973), traduction Jacques Corday
- Clair de lune sur un crâne, de Robert E. Howard (Moonlight on a Skull), traduction Mimi Perrin
- Le Gardien de la flamme émeraude, de Lin Carter (Keeper of the Emerald Flame), traduction Jacques Corday
- Les Fantômes de pierre, de John W. Jakes (Ghosts of Stone), traduction Annie Pérez
- Le Retour du dieu mort, de Michael Moorcock (Stormbringer), traduction Frank Straschitz
- Ninive, mais où sont tes rêves d'autrefois, de Robert E. Howard (Dreams of Nineveh), traduction Mimi Perrin
- La Plaine des araignées, de H. G. Wells (The Valley of Spiders - 1909), traduction MM. Davray et Kozakiewicz
- Le Désert désolé de Soom, de Clark Ashton Smith (The Desolation of Soom), traduction Alain Garsault
- Cimmérie, de Robert E. Howard (Cimmeria), traduction Mimi Perrin
- La Citadelle écarlate de Robert E. Howard (The Scarlet Citadel), traduction Alain Garsault